# جايسون كوك
جايسون كوك (بالإنجليزية: Jason Cook)‏ هو مخرج وممثل أمريكي، ولد في 13 سبتمبر 1980 بكامدن في الولايات المتحدة.

## وصلات خارجية
- جايسون كوك على موقع IMDb (الإنجليزية)
- جايسون كوك على موقع ألو سيني (الفرنسية)
- جايسون كوك على موقع أول موفي (الإنجليزية)
- جايسون كوك على موقع إن إن دي بي (الإنجليزية)
- جايسون كوك على موقع قاعدة بيانات الفيلم (الإنجليزية)
- جايسون كوك على موقع كينوبويسك (الروسية)